# کانون وکلای دادگستری عراق
کانون وکلای عراق در سال ۱۹۳۳ ایجاد شده‌است، بزرگترین انجمن وکلا در عراق با ده‌ها هزار عضو تا سال ۲۰۰۷ است. کانون وکلای دادگستری عراق عضو کانون وکلای بین‌المللی است.

## ساختار سازمانی
کانون وکلای دادگستری عراق مقر آن در منطقه منصور، بغداد است.
براساس "قانون اصلاح شده شماره ۱۷۳ برای سال ۱۹۶۵"، وکلای عراقی از نظر فنی موظف نیستند که عضو کانون وکلای عراق شوند، اما در عمل، دریافت جواز وکالت اجباری بدون عضویت غیرممکن است. کلیه اعضا موظف به عضویت در خبرنامه کانون وکلا هستند. اعضای کانون وکلا در کردستان (عراق) مجاز به عضویت در کانون وکلای عراق و بالعکس هستند.
در اوت ۲۰۰۷ حدود ۳۸٬۰۰۰ وکیل عضو کانون وکلای دادگستری عراق بودند. وضعیت اعضای جدید می‌توانند از سه سطح «مجوز»، A , B و C عبور کنند، که به دوره‌های درسی و پیشرفت در سطح نیاز دارند.

## رهبری و روابط با دولت عراق
در اوایل سال ۲۰۰۵، ملک دوحان الحسن، ۸۴ ساله در آن زمان، رئیس کانون وکلای دادگستری عراق بود. در ژوئن ۲۰۰۵، وی وزیر دادگستری عراق شد. وی به ریاست کمیسیون ویژه رسیدگی به جبران خسارت قربانیان نقض حقوق بشر در زمان دولت صدام حسین و اعتراض به نقض حقوق بشر در زندانهای ایالات متحده در عراق پرداخت.
در اواخر سال ۲۰۰۵ (اکتبر)، خامل حمدون ملا علوی رئیس وقت این انجمن بود که سعدون سقیه الجنابی، در دفاع از یکی از همدستان صدام حسین، ترور شد. خامل همدون اظهار داشت: "حمایت از وکلا فقط در صورت مقابله با قاتلان ممکن می‌شود.
در مارس ۲۰۰۶، دولت عراق شورای انجمن را برکنار کرد. «رئیس» کانون وکلای دادگستری عراق، ویا السعدی، با انتقاد از این مسئله، اظهار داشت که این شورا به دلیل «انتخابات آزاد و منصفانه» ایجاد شده‌است. وی گفت که این انجمن شامل اعضای «جناح‌ها و گروه‌های سیاسی واگرا» می‌شود و «باید» به عنوان سمبل وحدت عراق باقی بماند. وی ادعا کرد که این انجمن یکی از «معدود» سازمان‌ها در عراق است که از «حقوق مدنی و سیاسی و [تضمین] حاکمیت قانون» دفاع می‌کند.
در ژوئن ۲۰۰۶، به عنوان "رئیس" کانون وکلای دادگستری عراق، خامل حمدون اظهار داشت که وکلای عراقی "در وحشت زندگی می‌کردند" و ادعا کردند که ایالات متحده در اشغال عراق، "قانون قدرت را تصویب کرده‌است و نه قدرت قانون کار وکالت کار تمدن است. "
در ۱۶ نوامبر ۲۰۰۶، السعدی با حدود ۷۰٪ آرا به عنوان رئیس انجمن انتخاب شد. کمیسیون  انتخابات خود را به این دلیل که قبلاً عضو حزب عربی سوسیالیستی بعث بوده‌است، لغو کرد.
Dheya al-Saadi ظاهراً هنوز رئیس اتحادیه وکلای عراق بود هنگامی که در دسامبر سال ۲۰۰۸ وی تیمی از وکلا را برای دفاع از منتظر الزیدی، یک روزنامه‌نگار پخش عراقی که برای تلویزیون البغدیا کار می‌کرد، هدایت کرد که کفش‌های او را به سمت رئیس‌جمهور آمریکا انداخت. جورج دبلیو بوش با بیان اینکه وی این کار را به نمایندگی از "بیوه‌ها و یتیمان و تمام کسانی که در عراق کشته شده‌اند " انجام داده‌است.